# Hill Island (ö i Falklandsöarna)
Hill Island är en ö i territoriet Falklandsöarna (Storbritannien). Den ligger i den västra delen av ögruppen, 220 km väster om huvudstaden Stanley.